# Stiftskirche St. Cyriakus (Frose)

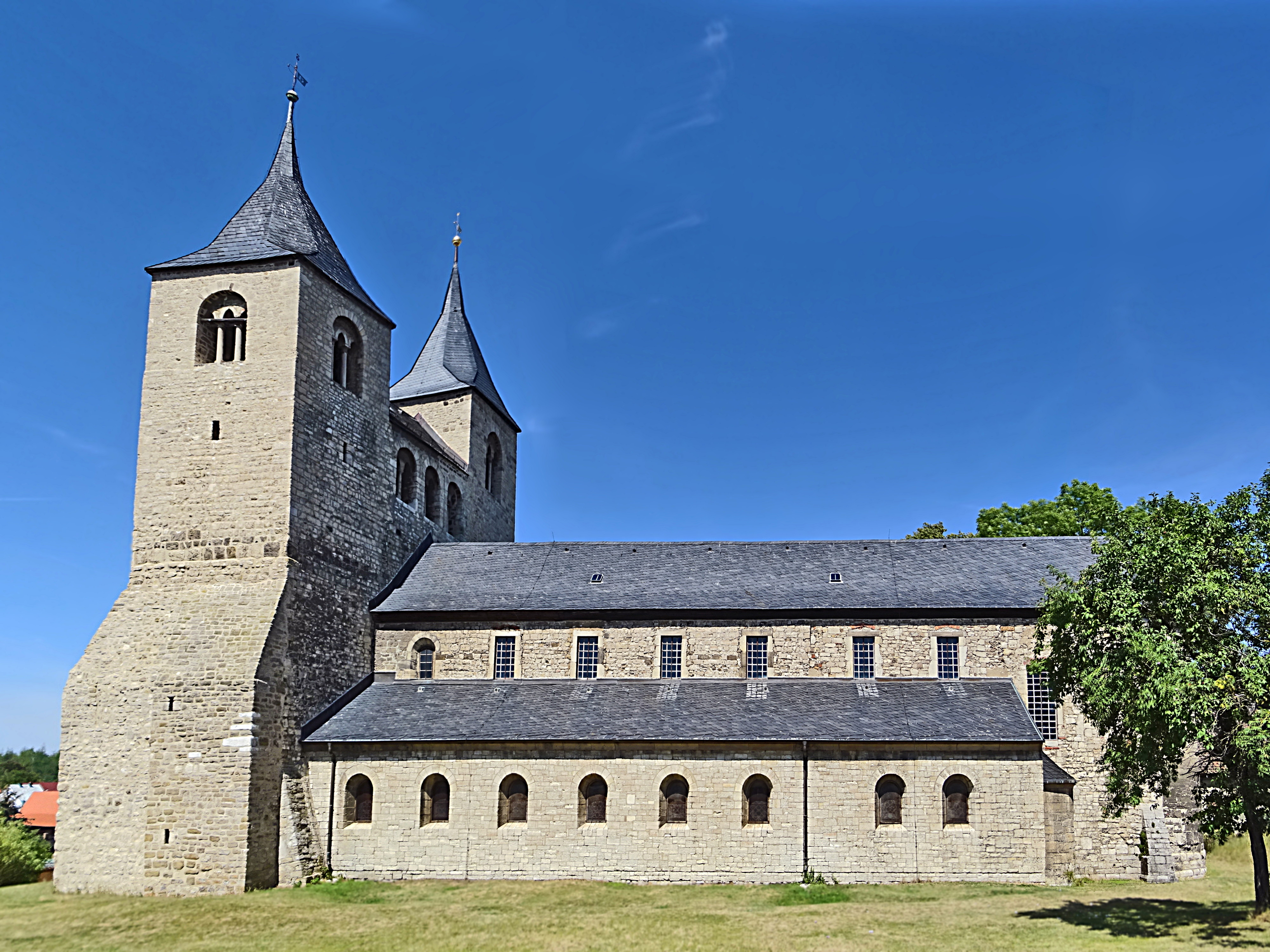
Stiftskirche St. Cyriakus (Frose)

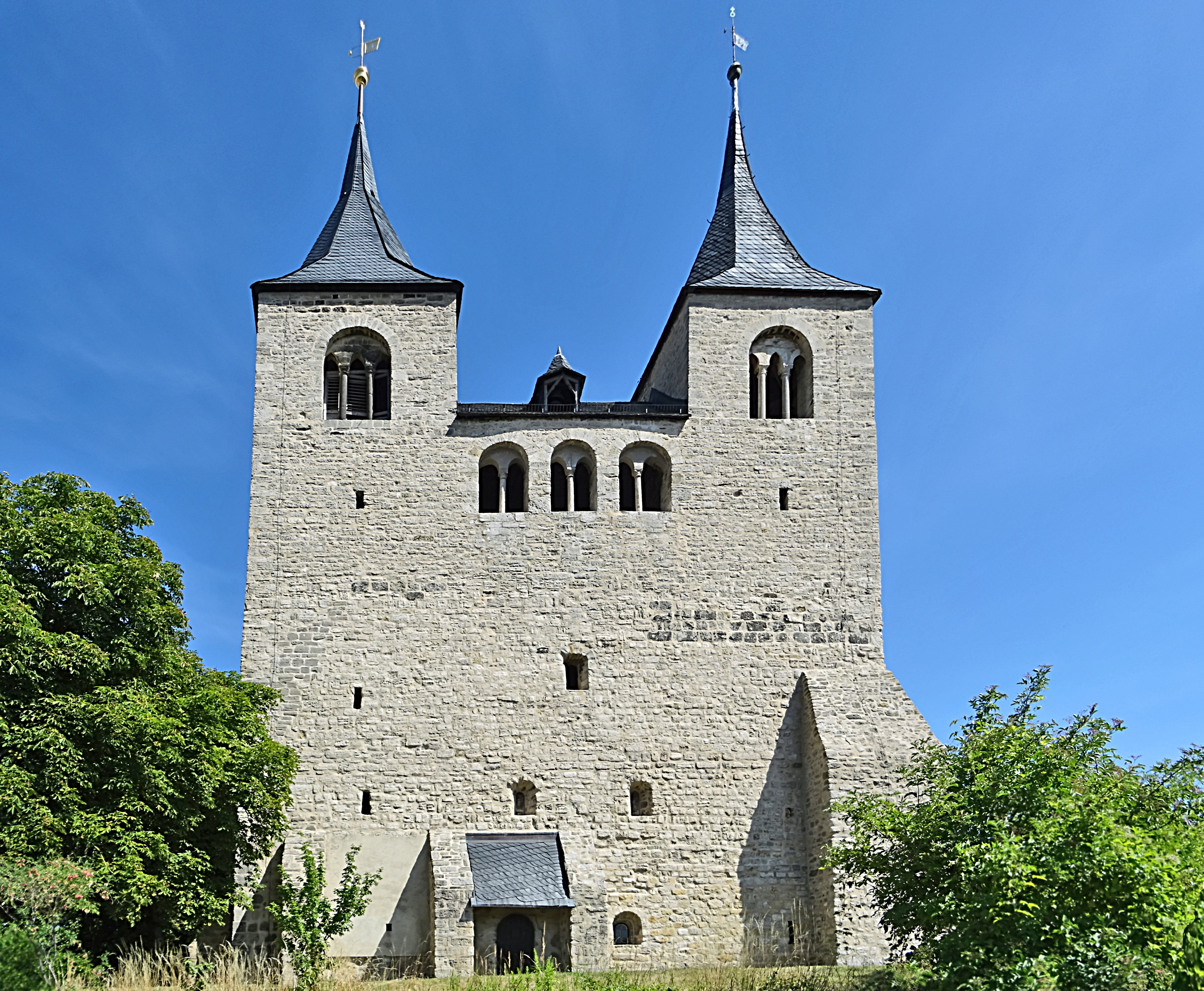
Westansicht

Die evangelische Stiftskirche Frose ist eine romanische Kirche im Ortsteil Frose der Gemeinde Seeland in Sachsen-Anhalt. Sie gehört zur Evangelischen Kirchengemeinde Frose im Kirchenkreis Ballenstedt der Evangelischen Landeskirche Anhalts und besitzt das Patrozinium St. Cyriakus. Die Stiftskirche Frose ist eine Station der Straße der Romanik.

## Geschichte
Bereits im 9. Jahrhundert wurde in Frose möglicherweise ein Kloster oder Stift durch König Ludwig den Deutschen gegründet.
936 wurde Vrosa in einer Urkunde von König Otto I. wieder genannt und 950 an Markgraf Gero übergeben. Dieser wandelte es um 960/61 in ein Kanonissenstift um und gliederte es als Propstei in sein neugegründetes Stift Gernrode ein. Damit verlor es seine formale Selbstständigkeit.
1446 wurde ein großes Feuchtgebiet nördlich von Frose durch den Halberstädter Bischof mit Wasser gefüllt, wodurch der Propstei größere Flächen von Landbesitz verloren gingen. Nach über 50-jährigem Rechtsstreit verzichtete Frose letztendlich auf seine Ansprüche. 1511 verließen die letzten beiden Stiftsdamen die Propstei.
1515 und 1516 war Thomas Müntzer Propst in Frose. Mit der Einführung der Reformation 1544 wurde die ehemalige Stiftskirche in eine evangelische Pfarrkirche umgewandelt.

## Baugeschichte

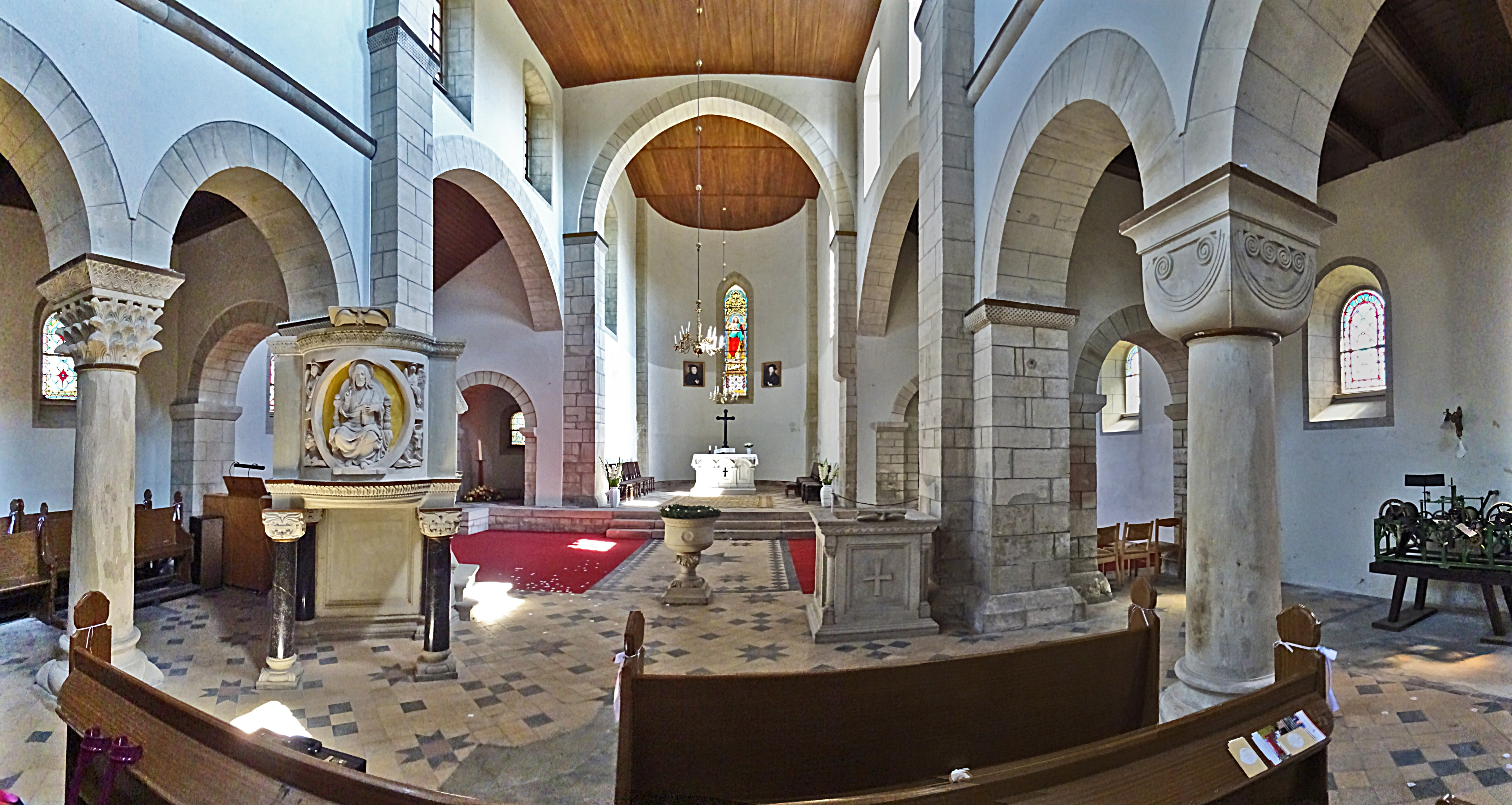
Chor mit Sandsteinkanzel

Die Stiftskirche wurde anstelle eines durch Grabungen nachgewiesenen Gründungsbaus um 1170 als flachgedeckte Basilika mit sächsischem Stützenwechsel errichtet. Sie besitzt einen zweitürmigen Westbau und halbkreisförmige Apsiden an den Querschiffarmen und am Chor. Im 13. Jahrhundert wurden Veränderungen am Westbau und am Chor vorgenommen. 
Nach Beschädigungen erfolgten im 18. Jahrhundert Wiederherstellungsarbeiten; dabei wurden die Querschiffarme zu Seitenschiffsteilen verändert und die Nebenapsiden abgerissen. Der Obergaden erhielt rechteckige Fenster. 
Bei einer im 19. Jahrhundert vorgenommenen Restaurierung wurden die Seitenschiffe neu aufgebaut und die Nebenapsiden ergänzt. Seit 1991 erfolgten umfangreiche Instandsetzungsarbeiten.

## Architektur

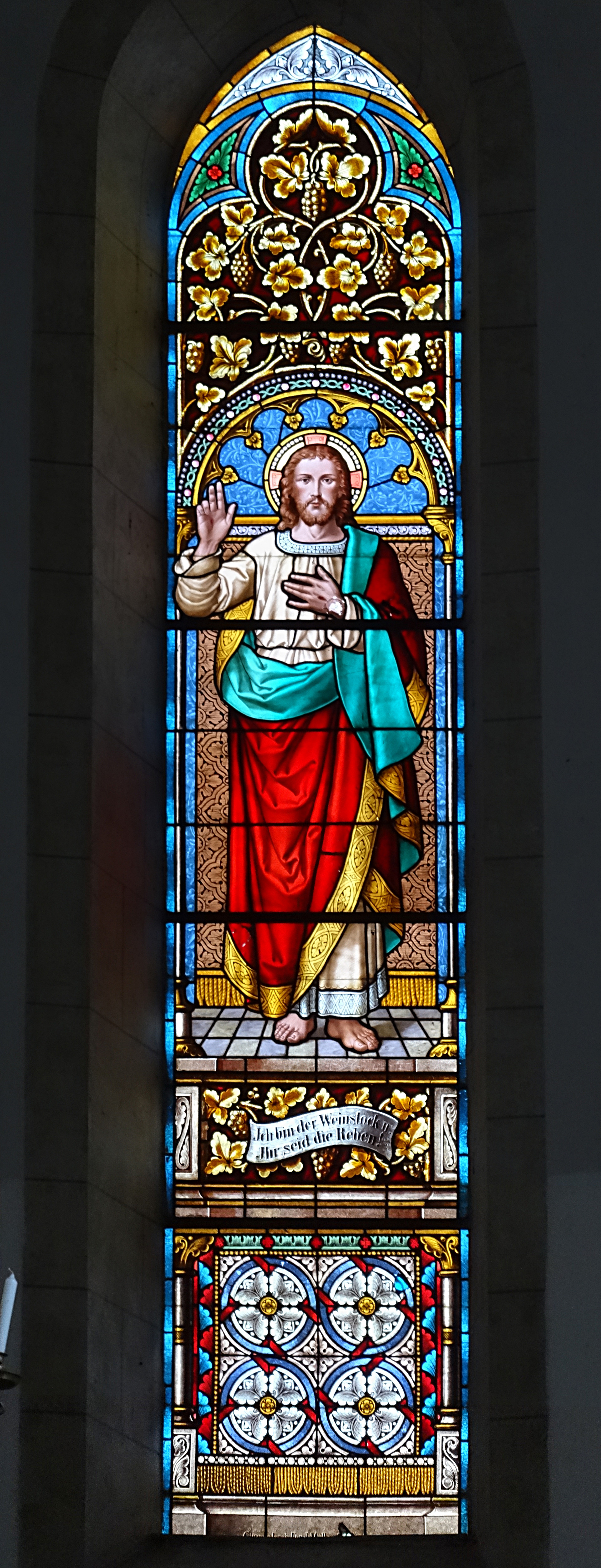
Altarfenster

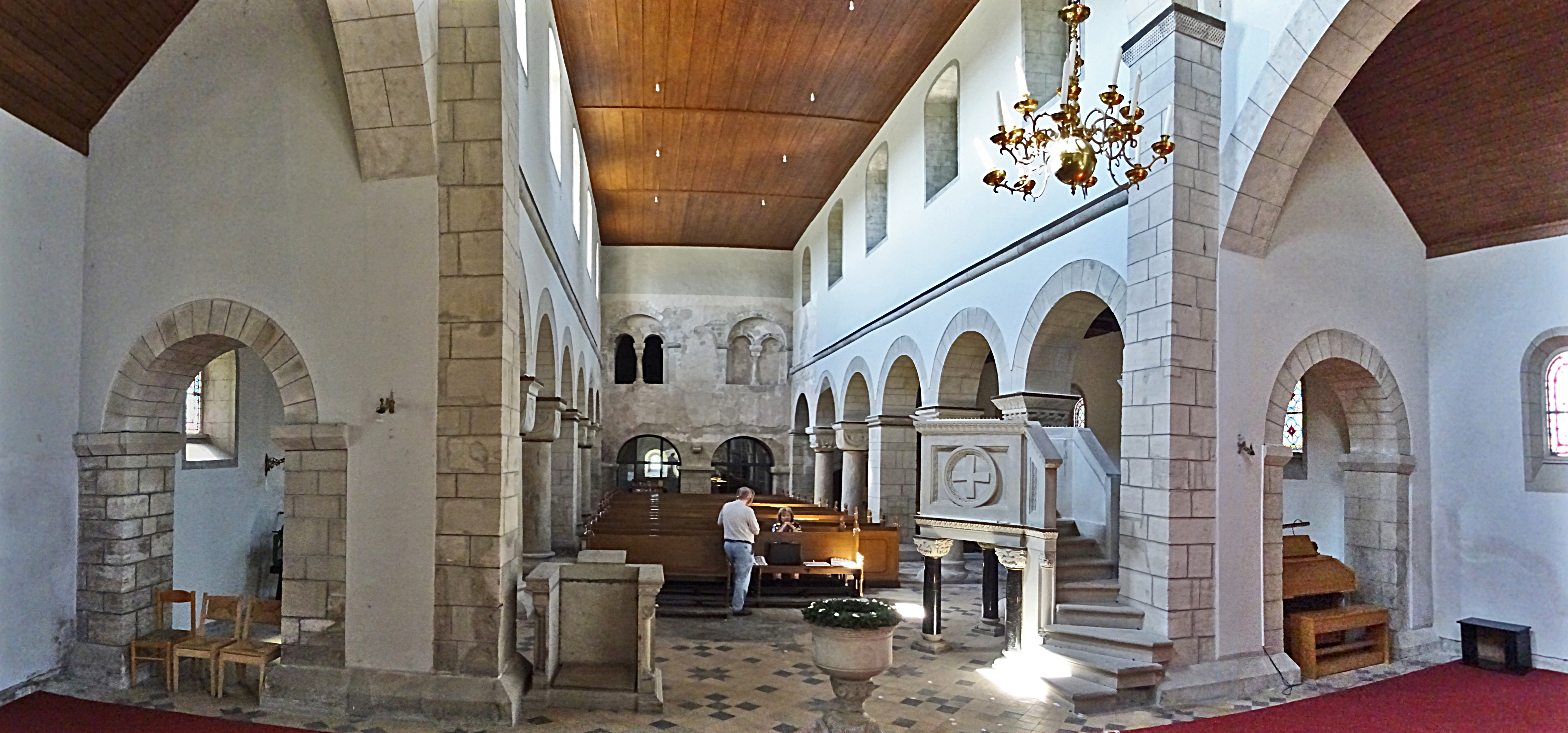
Blick zur Empore im Westbau

Die gedrungenen Säulen im Langhaus stehen auf hohen Basen. Sechs der acht Säulenkapitelle sind als Würfelkapitelle ausgebildet. Die Kapitelle der Südseite zeigen profilierte Schilde, auf denen der Nordseite befinden sich feingezeichnete Palmetten. Weitere zwei Palmettenkapitelle der Nordseite wirken starr und blockhaft. Die Kämpferplatten sind teils mit Kehlprofilen ausgebildet, teils auch wulstförmig mit Schachbrettmuster. Auf dem Kämpfer der letzten östlichen Säule auf der Nordseite befindet sich ein Palmettenfries, der bis zur folgenden Pfeilervorlage fortgesetzt ist. Die Arkadenzone wird durch eine profilierte Leiste aus Rundstab und Platte abgeschlossen.
Der streng und blockhaft wirkende Westbau besitzt keinen Eingang. Zwischen den Türmen liegt im Erdgeschoss eine mit zwei Kreuzgratgewölben gedeckte Halle, die ursprünglich zum Schiff geöffnet war; darüber liegt eine tonnengewölbte Empore mit Öffnungen zum Mittelschiff, die durch eingestellte Säulchen und Blendbögen reich gegliedert sind.
Außen am Glockengeschoss des Zwischenbaus befinden sich je drei zweigeteilte rundbogige Schallöffnungen, deren eingestellte Säulchen bereits frühgotische Formen zeigen, wie auch die der Arkaden in den Turmobergeschossen.

## Ausstattung
Die einheitlich neuromanische Ausstattung wurde 1892 geschaffen. Zur Ausstattung gehören der Altar, eine Kanzel, ein Taufstein und Glasmalereien. Die Orgel des Orgelbauers Ernst Röver aus dem Jahr 1900 ist seit 2007 ausgelagert. Seitdem sind die Emporenöffnungen im Turm wieder sichtbar.

## Varia
- Die Kirche wurde als „Kirche des Monats Dezember 2020“ der Stiftung zur Bewahrung kirchlicher Baudenkmäler in Deutschland (Stiftung KiBa) ausgewählt.[4][5]
- Die Stiftskirche St. Cyriakus Frose gewann bei der Wahl zur „Kirche des Jahres“ 2020 der Stiftung zur Bewahrung kirchlicher Baudenkmäler in Deutschland (Stiftung KiBa) den zweiten Preis[6], sie erhielt bei der Abstimmung 2.187 Stimmen.[7]